# Ludwig Reh

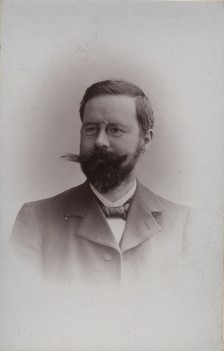
Ludwig Heinrich Reh (um 1902)

Ludwig Heinrich Reh (* 17. April 1867 in Dieburg; † 3. November 1940 in Hamburg-Bergedorf) war ein deutscher Entomologe und langjähriger Kustos der Schädlingsabteilung des Zoologischen Staatsinstituts und Zoologischen Museums Hamburg.

## Leben
Ludwig Reh besuchte das Realgymnasium in Darmstadt, leistete in Jena seinen Militärdienst ab und studierte anschließend bei Wilhelm Haacke und Gottlieb von Koch (1849–1914) an der Technischen Hochschule Darmstadt und als Schüler von Ernst Haeckel an der Universität Jena Biologie. Im Jahr 1893 wurde er in Jena mit seiner Dissertation über Die Gliedmaßen der Robben zum Dr. phil. promoviert.
Ludwig Reh wirkte nach seinem Studium zunächst von 1894 bis 1895 am Zoologischen Museum der Stadt Straßburg und bei Hermann von Ihering am Museu Paulista in São Paulo in Brasilien, war von 1896 bis 1898 Assistent am Concilium Bibliographicum in Zürich und wurde 1898 an die neugegründete Station für Pflanzenschutz in Hamburg berufen, wo er mit phytopathologischen Beobachtungen im Gebiet der Vierlande bei Hamburg sowie der Untersuchung der eingeführten Pflanzen zur Verhinderung der Einschleppung von Schädlingen, und hier im Besonderen der San-José-Schildlaus, betraut war.
Im Jahr 1903 übernahm er als Kustos die Bibliothek und die Schädlingsabteilung am Zoologischen Staatsinstitut und Zoologischen Museum Hamburg.
Von 1908 bis 1916 nahm er zusätzlich eine Lehrtätigkeit am Hamburgischen Kolonialinstitut wahr, wobei er ab 1914 den Professorentitel innehatte.
Im Jahr 1931 wurde Ludwig Reh pensioniert.
Im Mittelpunkt seiner Forschungen standen die angewandte Entomologie, Phytopathologie, Schädlingsbekämpfung und Pflanzenschutzmittel. Ludwig Reh hat als erster deutscher Forscher Versuche mit Blausäure angestellt und bereits in den Jahren 1911 und 1913 Begasungen mit Blausäure durchgeführt.
Von herausgehobener Bedeutung ist seine grundlegende Bearbeitung der tierischen Feinde der Kulturpflanzen, die 1913 als III. Band von Paul Sorauers Handbuch der Pflanzenkrankheiten erschien und eine auf zwei Bände vermehrte Neuauflage 1925 und 1931 als IV. und V. Band des Handbuchs der Pflanzenkrankheiten erlebte.
Ludwig Reh war Ehrenmitglied der Deutschen Gesellschaft für angewandte Entomologie und der Entomologiska Föreningen in Stockholm. Im Jahr 1935 wurde er in der Sektion Zoologie als Mitglied in die Deutsche Akademie der Naturforscher Leopoldina aufgenommen.
Ludwig Reh war seit dem 26. August 1895 verheiratet mit Eilhardine Nicoline (1863–1940), geborene Schmidt. Das Ehepaar hatte einen Sohn (* 1897) und eine Tochter (* 1901).

## Schriften (Auswahl)
- Die Gliedmaßen der Robben. Inaugural-Dissertation, Jena 1893.
- Handbuch der Pflanzenkrankheiten. Begründet von Paul Sorauer, Dritter Band, Die tierischen Feinde. Parey, Berlin 1913 (Digitalisat).
- Ernst Haeckel. Erinnerungen und Eindrücke. In: Heinrich Schmidt: Was wir Ernst Haeckel verdanken. Ein Buch der Verehrung und Dankbarkeit. Zweiter Band, UNESMA, Leipzig 1914, S. 376–382 (Digitalisat).
- Handbuch der Pflanzenkrankheiten. Begründet von Paul Sorauer, Vierter Band, Tierische Schädlinge an Nutzpflanzen, Erster Teil, Vierte Auflage, Parey, Berlin 1925 (Digitalisat).
- Handbuch der Pflanzenkrankheiten. Begründet von Paul Sorauer, Fünfter Band, Tierische Schädlinge an Nutzpflanzen, Zweiter Teil, Vierte Auflage, Parey, Berlin 1932 (Digitalisat).